# Zweiter Vereinigter Landtag
Der Zweite Vereinigte Landtag war eine von König Friedrich Wilhelm IV. 1848 einberufene Vollversammlung der Provinzialstände aller acht Provinzen Preußens.

## Vorgeschichte
1847 hatte König Friedrich Wilhelm IV. die Provinzialstände zum Ersten Vereinigter Landtag eingeladen, um die Frage eine preußischen Verfassung zu beraten. Es gelang jedoch nicht in dieser Frage ein Einvernehmen herzustellen.
Die Märzrevolution 1848 in Berlin führte am 7. März zur Formulierung der dortigen Märzforderungen, zu denen unter Ziffer 8 und 9 eine „Allgemeine deutsche Volksvertretung“ und die „Schleunige Einberufung des Vereinigten Landtage“ gehörten. Der König weigerte sich zunächst die Petition entgegenzunehmen. Am 14. März war der Druck aber so groß geworden, und der König musste die Vertreter der Revolutionäre empfangen. Bezüglich der Forderung nach einem frei gewählten Parlament erklärte der König, er wolle kein Parlament nach französischem Vorbild zuzulassen. Er wolle Preußen stattdessen wie schon beim Ersten Vereinigten Landtag eine ständestaatliche Volksvertretung zugestehen, da nur eine solche mit dem „deutschen Volkswesen“ vereinbar sei. Statt politischer Mitsprache war er weiterhin lediglich bereit, dem Volk eine beratende Funktion im Steuer- und Kreditwesen einzuräumen. Am gleichen Tag wurde das Patent wegen Einberufung des Vereinigten Landtags erlassen. Da die Abgeordneten aus allen Teilen des Reiches anreisen mussten, war die Sitzung auf den 27. April terminiert worden. Doch die weiteren Ereignisse der Revolution forderten ein schnelleres Zusammentreten. Am 15. März erreichte die Nachricht, dass die Revolution auch in Österreich ausgebrochen war, Berlin. In der Folge kam es zu weiteren Protesten, die am 16. März zu ersten Toten führte. Am 17. März stimmte Friedrich Wilhelm IV. weitergehenden Reformplänen des Staatsministers Ernst von Bodelschwingh zu. Hierzu gehörte auch eine Vorverlegung des Vereinigten Landtags. Das Patent wegen beschleunigter Einberufung des vereinigten Landtags vom 18. März legte den Zusammentritt auf Sonntag, den 2. April 1848 fest.
Am gleichen Tag brach der Berliner Barrikadenkampf aus, der über 200 Menschen (die Märzgefallenen) das Leben kostete. In der Folge wurde am 29. März 1848 als Märzregierung die Regierung Camphausen-Hansemann berufen.

## Der Zweite Vereinigte Landtag

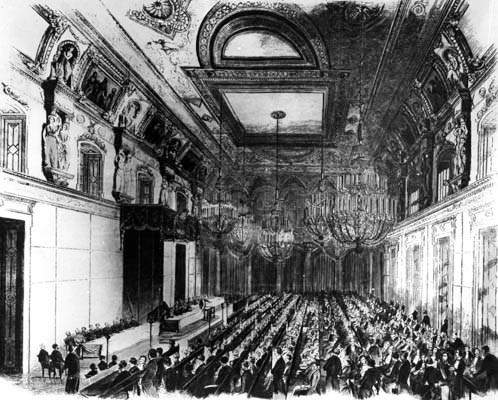
Eröffnung des zweiten Vereinigten Landtages (1848)

Am 25. März ernannte der König Adolf Heinrich von Arnim-Boitzenburg zum Landtagskommissar. Nach dessen Rücktritt wurde Ludolf Camphausen am 31. März zum Landtagskommissar ernannt. Am gleichen Tag ernannte der König Ludwig zu Solms-Hohensolms-Lich (wieder) zum Landtagsmarschall. Während die Zusammensetzung des Vereinigten Landtags und seine Arbeitsweise der vergangener Provinziallandtage entsprach, ordnete der König am 1. März die Öffentlichkeit der Sitzungen an. Auf der Galerie des Saals im Berliner Stadtschloss waren daher erstmals Zuschauer bei einer preußischen Landtagssitzung anwesend, als der Landtagskommissar am Sonntag, dem 2. April 1848 um Viertel nach 12 die erste Sitzung eröffnete.
Gemäß den Usancen der ständischen Parlamente legte der Landtagskommissar eine Reihe königlicher Propositionen vor. Hierzu zählte insbesondere der Entwurf eines Wahlgesetzes zur künftigen Preußischen Nationalversammlung. Auf Antrag von Fürst Felix von Lichnowsky beschloss der Vereinigte Landtag eine Adresse an den König, die im Wesentlichen die Märzforderungen enthielt.
Weitere Plenarsitzungen fanden am 4., 5. und abschließend am 10. April statt. Zwischen der dritten und der vierten Landtagssitzung tagten die Proviniallandtagsabgeordneten nach Provinz getrennt. Von besonderem Interesse war die Verhandlung des Provinziallandtags der Provinz Posen am 7. April. Die Bevölkerungsmehrheit der Provinz Posen waren ethnische Polen. In der Provinz hatte der Polnische Aufstand begonnen. Mit 26 zu 17 Stimmen entschied der Provinziallandtag, dass die Provinz nicht Teil des Deutschen Bundes sein solle und daher auch keine Abgeordneten von dort gewählt werden sollten (siehe hierzu Posen-Frage 1848–1851).

## Entscheidungen des Zweiten Vereinigten Landtags
Der Zweite Vereinigte Landtag beschloss am 4. April die Provisorische Verordnung, die Aufhebung der Wahlsteuer und deren Ersatz durch eine direkte Steuer betreffend. Am 6. April stimmte er einer Verordnung über einige Grundlagen der künftigen Preußischen Verfassung zu.
Der Zweite Vereinigte Landtag beschloss die Einberufung einer verfassungsgebenden Nationalversammlung und das entsprechende Wahlgesetz. Das Gesetz enthielt auf Initiative Georg von Vinckes die Vereinbarungsklausel. Sie legte fest, dass die preußische Nationalversammlung die künftige Verfassung „durch Vereinbarung mit der Krone“ festzulegen habe, also nicht aus eigenem Recht, sondern in Übereinstimmung mit der dazu gleichberechtigten Krone. Zwar erzwangen die gegenrevolutionären Kräfte der königlichen Regierung am 5. Dezember 1848 zunächst die Auflösung des Landtages, setzten dafür aber zugleich einer Verfassung von Königs Gnaden ein. Diese Verfassung, die in der Folgezeit noch in zahlreichen Punkten zugunsten des Monarchen verändert wurde, trat schließlich am 31. Januar 1850 in Kraft und blieb es bis 1918. Preußen hatte sich damit langfristig zu einer konstitutionellen Monarchie entwickelt, in der das Parlament durchaus großen Einfluss auf die Öffentlichkeit nehmen konnte.

## Mitglieder
- Liste der Mitglieder des Zweiten Vereinigten Landtages der Provinz Brandenburg
- Liste der Mitglieder des Zweiten Vereinigten Landtages der Provinz Preußen
- Liste der Mitglieder des Zweiten Vereinigten Landtages der Provinz Westfalen

Siehe auch Kategorie:Mitglied des Zweiten Vereinigten Landtages